# Radio (песня Ланы Дель Рей)
«Radio» — песня американской певицы и композитора Ланы Дель Рей, написанная для второго студийного альбома «Born to Die». Песня была выпущена 5 января 2012 года.

## История создания
Авторами песни являются Лана Дель Рей и Джастин Паркер. «Radio» записана в жанре инди-поп и длится около 3х минут и 34 секунд (3:34). Песня была написана в 2011 году и записана тогда же. Продюсером стал Джастин Паркер.

## Чарты
| Чарт (2012)    | Высочайшая позиция |
| -------------- | ------------------ |
| Франция (SNEP) | 67                 |